# Amatorculus stygius
Amatorculus stygius là một loài nhện trong họ Salticidae.
Loài này thuộc chi Amatorculus. Amatorculus stygius được Hipólito Ruiz López & Antonio D. Brescovit miêu tả năm 2005.